# ラムザタワー

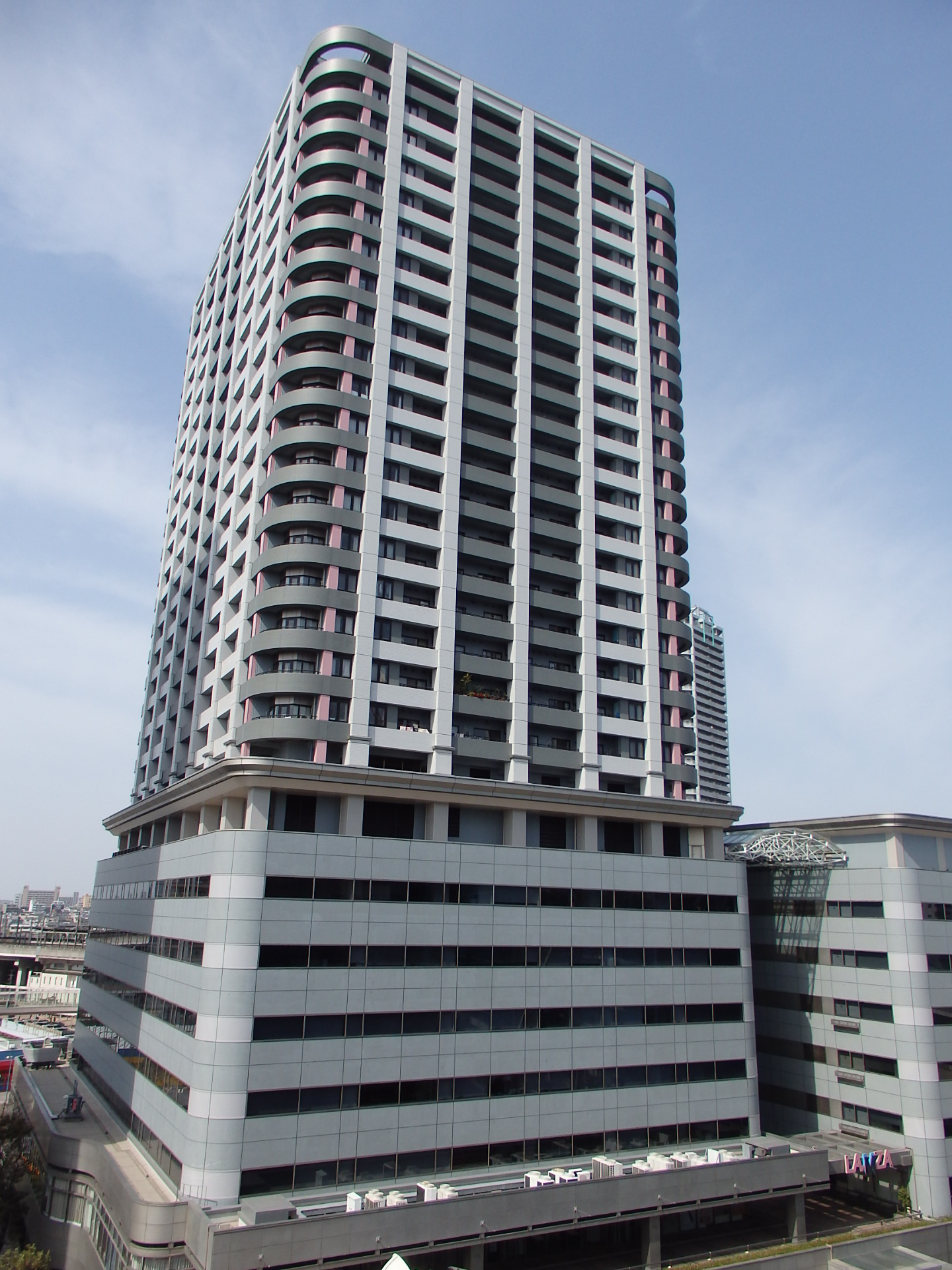
住宅棟

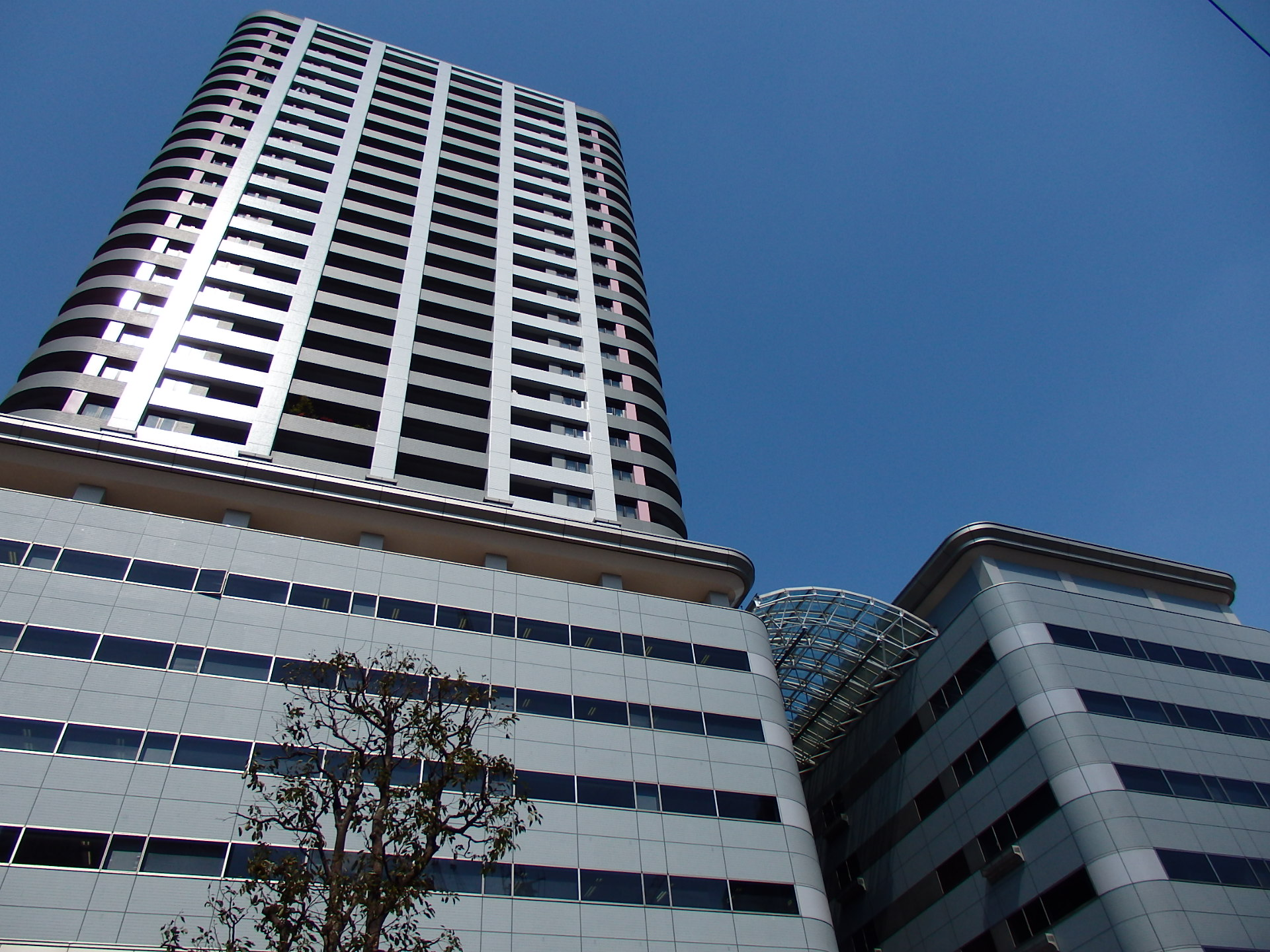
住宅棟と業務棟

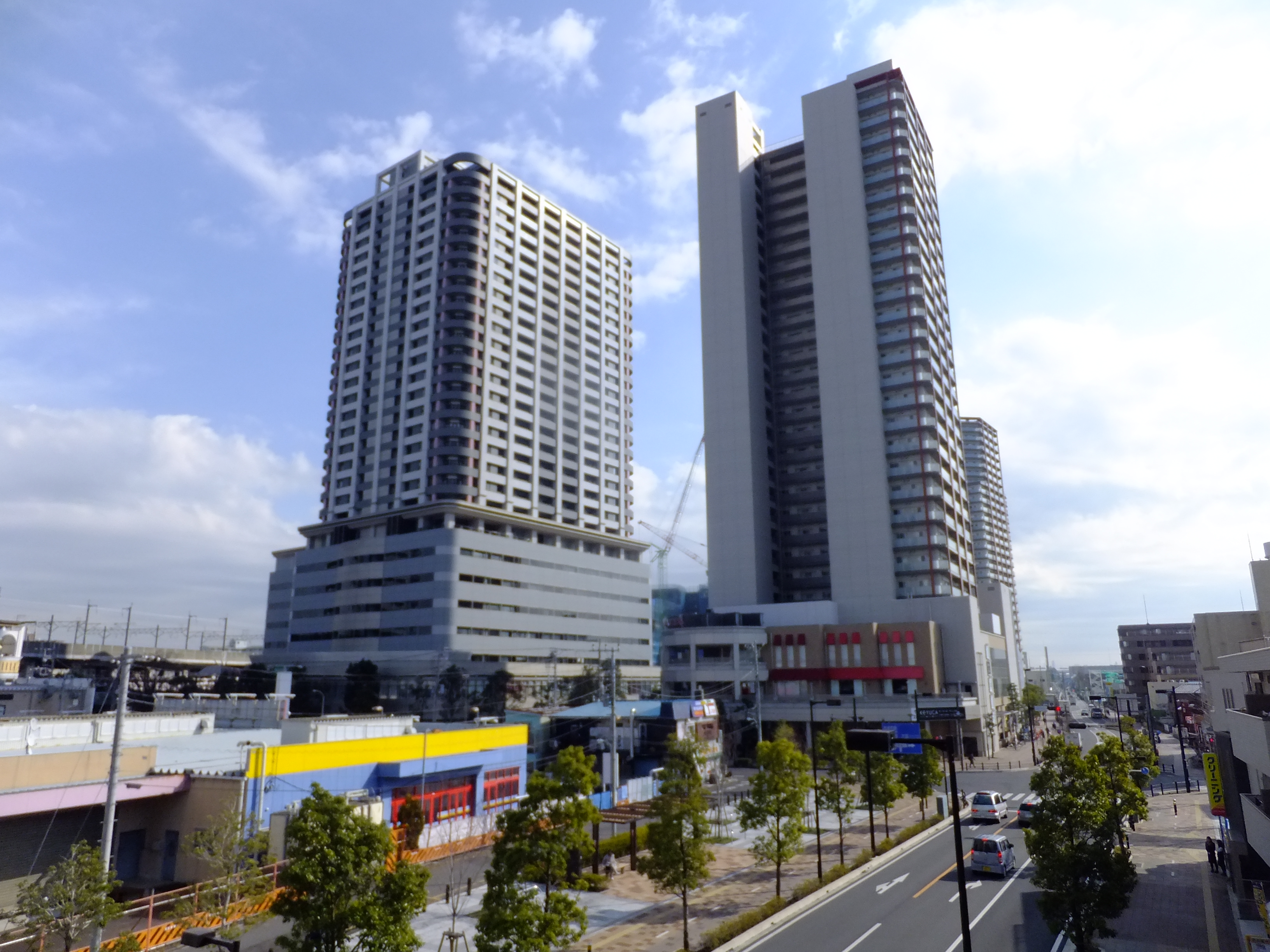
ラムザタワー北側

ラムザタワーは、埼玉県さいたま市南区にある超高層ビル。武蔵浦和駅周辺の再開発によるもので、超高層マンション・オフィス・商業施設からなる複合施設となっている。

## 概要
旧浦和市による再開発事業として武蔵浦和駅周辺の9街区が開発する計画となった。そのうちの最初の再開発事業として武蔵浦和駅第2街区第一種市街地再開発事業が着手され、同時に武蔵浦和駅西口からラムザタワーまでのペデストリアンデッキも建設された。埼京線の計画が浮上した頃、環境開発（リクルートコスモスの前身）が現在の3街区の大半と2街区の一部を取得し、浦和市側から再開発の要望を受けてプロジェクトが始まった。
当初は建設省のインテリジェントシティ構想に沿って1棟のビルに住宅と業務を半分ずつ入居させる予定であったが、バブル崩壊によりテナント交渉が破談した。その後 全国生活協同組合連合会グループの入居が決定し、2棟の構造へと変更された。浦和市内初めての100mを超える超高層建築物でもあった。また、リクルートコスモスにおいては初の再開発事業で、東日本旅客鉄道においては初めての再開発住宅の分譲であった。地権者により完成までの全記録が『ラムザ物語』として書籍化された（主にさいたま市図書館に所蔵）。人口十数人だったエリアに再開発後は約1000人が居住、約1000人が働いている。

## 沿革
- 1987年（昭和62年）4月 - 武蔵浦和駅西口第2街区再開発協議会発足。12月には市街地再開発準備組合発足。
- 1993年（平成5年）12月3日 - 再開発事業の都市計画が決定。
- 1995年（平成7年）10月1日 - 起工式[2]。
- 1996年（平成8年）5月 - 街区名称を「LAMZA」に決定。愛をメインに「LOVE」「AMUSE」「MUSASHI URAWA」「ZONE」「ADVANCE」の頭文字から取られた。
- 1997年（平成9年）3月 - 区分所有者出資のラムザ都市開発を設立。
- 1998年（平成10年）5月 - 竣工。
- 1998年（平成10年）6月 - まちづくり事業関連優良団体として建設大臣賞を受賞。
- 1998年（平成10年）12月 - '98彩の国さいたま景観奨励賞を受賞。

## 施設
住宅棟の下層階と線路側（東側）に建つ業務棟にはオフィスや商業施設などが入居している。特に東側の棟には竣工時から全国生活協同組合連合会の本部が入居し、「全国生協連グループビル」となった（2022年5月まで）。また線路側の公共空地には公共駐輪場を備えた「四季彩アベニュー」があり、屋上はペデストリアンデッキと一体化した屋上庭園となっている。
1階
- 埼玉りそな銀行武蔵浦和支店
- ナチュラルローソン武蔵浦和駅前店
- 松屋武蔵浦和店
- ゆであげ生スパゲティの店ポポラマーマ
- 日本海庄や武蔵浦和店
- SPICA ~ビストロスピカ~
- 保育園ミルキーウェイ ラムザ園
- アイン薬局武蔵浦和店
- スギ薬局武蔵浦和駅前店
- さいたま市社会福祉協議会

2階
- 埼玉りそな銀行武蔵浦和支店
- 美容室クレス
- たかまつ耳鼻咽喉科
- ラムザ歯科クリニック
- ラムザクリニック内科
- 理容室・キッズ・ネイル＆エステ　クレス
- スクール21武蔵浦和ラムザ教室
- ソフトバンク武蔵浦和
- 武蔵浦和眼科クリニック
- ベストメガネコンタクト武蔵浦和店

3階
- 埼玉県警察少年サポートセンター
- 埼玉県防犯・交通安全課（分室）
- 埼玉犯罪被害者援助センター
- 埼玉県警察犯罪被害者支援室
- 埼玉しごとセンター
- 新光会
- ベストメディカルサービス

4階
- リッチェル東日本事務所
- NewWork Musashi-Urawa
- 淺沼組さいたま支店
- 淵江会計事務所
- プルデンシャル生命保険さいたま支社
- ヴイエス・オプティクス
- アイネット

5階
- ラムザ都市開発
- URコミュニティ浦和住まいセンター
- リッチェル東日本事務所
- タイムズ24北関東支店
- タイムズモビリティ
- ベストメディカルサービス

6階
- 都市再生機構東日本賃貸住宅本部埼玉エリア経営部
- 中央住宅マンションモデルルーム ルピアシェリール武蔵浦和
- 都市再生機構東日本賃貸住宅本部技術監理部東日本第2工事事務所

7階
- セブン・カードサービス
- 医食同源ドットコム
- エフ・エー・テクノ
- ニッシン冷熱